# Цешини (Куявсько-Поморське воєводство)
Цешини (пол. Cieszyny, нім. Freudendorf) — село в Польщі, у гміні Ґолюб-Добжинь Ґолюбсько-Добжинського повіту Куявсько-Поморського воєводства.
Населення — 391 особа (2011).
У 1975—1998 роках село належало до Торунського воєводства.

## Демографія
Демографічна структура станом на 31 березня 2011 року:
|          | Загалом | Допрацездатний вік | Працездатний вік | Постпрацездатний вік |
| -------- | ------- | ------------------ | ---------------- | -------------------- |
| Чоловіки | 200     | 46                 | 134              | 20                   |
| Жінки    | 191     | 52                 | 99               | 40                   |
| Разом    | 391     | 98                 | 233              | 60                   |